# Вирусы Коксаки
Вирусы Коксаки (лат. Coxsackievirus) — несколько серотипов РНК-содержащих энтеровирусов, которые хорошо размножаются в желудочно-кишечном тракте. 29 серотипов вирусов Коксаки сейчас относят к трём видам энтеровирусов: Enterovirus A, В и С. Вирусы Коксаки являются одной из основных причин возникновения асептического менингита. После перенесённой манифестной или инаппарантной инфекции развивается стойкий типоспецифический иммунитет.

## Патогенность
- Вирусы Коксаки типа A обычно инфицируют кожу и слизистые оболочки, вызывают острый геморрагический конъюнктивит, энтеровирусный везикулярный стоматит с экзантемой, заболевания верхних дыхательных путей и асептический менингит, миалгию[1], а также заболевания горла (герпангина).
- Вирусы Коксаки типа В инфицируют сердце, плевру, печень и поджелудочную железу, вызывают миокардит, перикардит и гепатит (воспаление печени, не связанное с гепатотропными вирусами). Инфекция сердца может приводить к скоплению жидкости (выпота) в перикарде.

## Передача инфекции
Чаще всего люди заражаются вирусами Коксаки через загрязнённые продукты, предметы быта, воду. Также возможна передача инфекции воздушно-капельным путем. Тем не менее основным механизмом распространения является грубое нарушение гигиены; чтобы избежать заболевания, врачи рекомендуют чаще мыть руки и минимизировать посещение мест общественного питания, в которых подозревается антисанитария. 
Наиболее подвержены заражению дети в возрасте до 10 лет. Взрослые болеют редко.

## Симптоматика, терапия

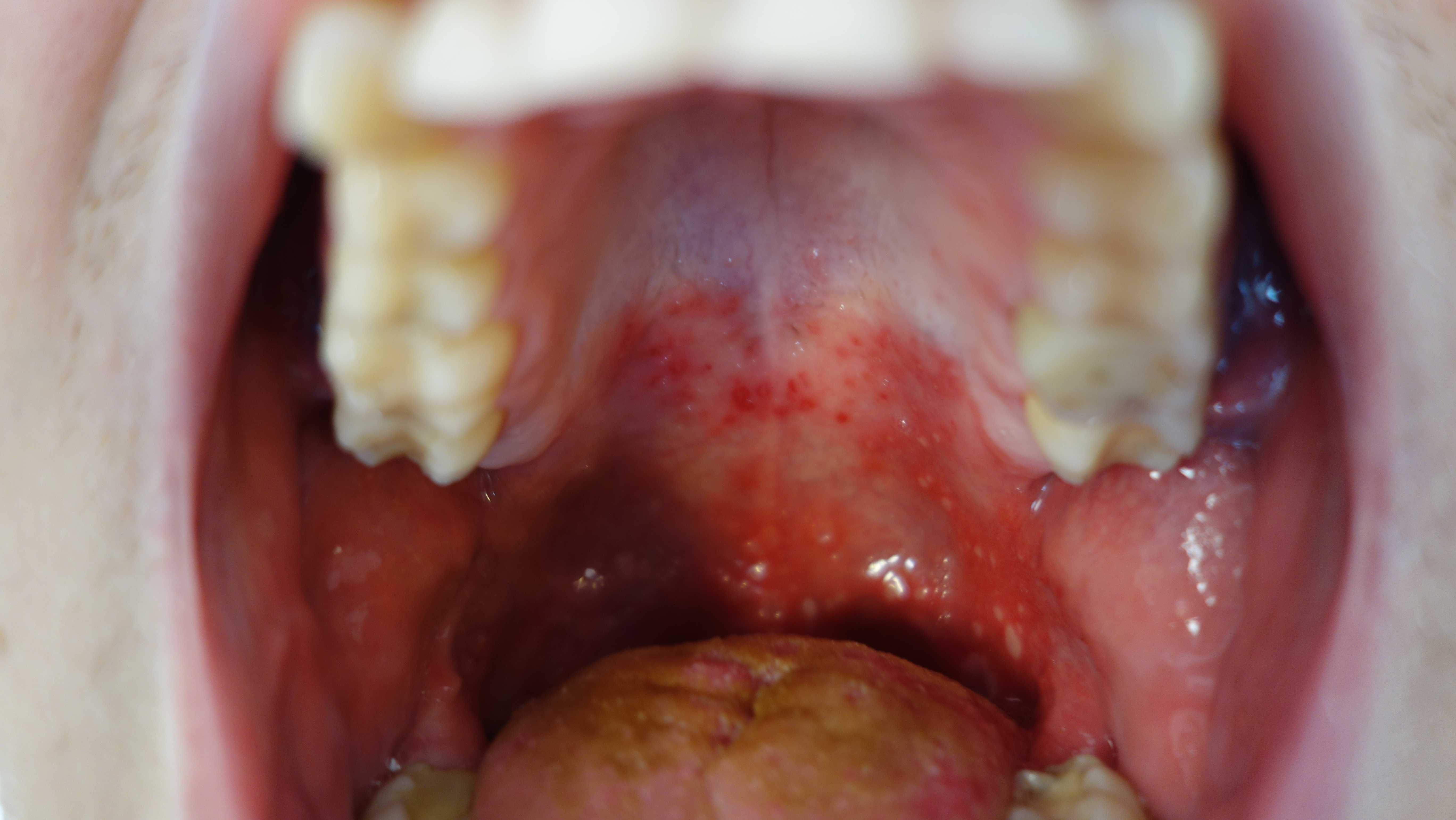
Ротовая полость поражена вирусом Коксаки

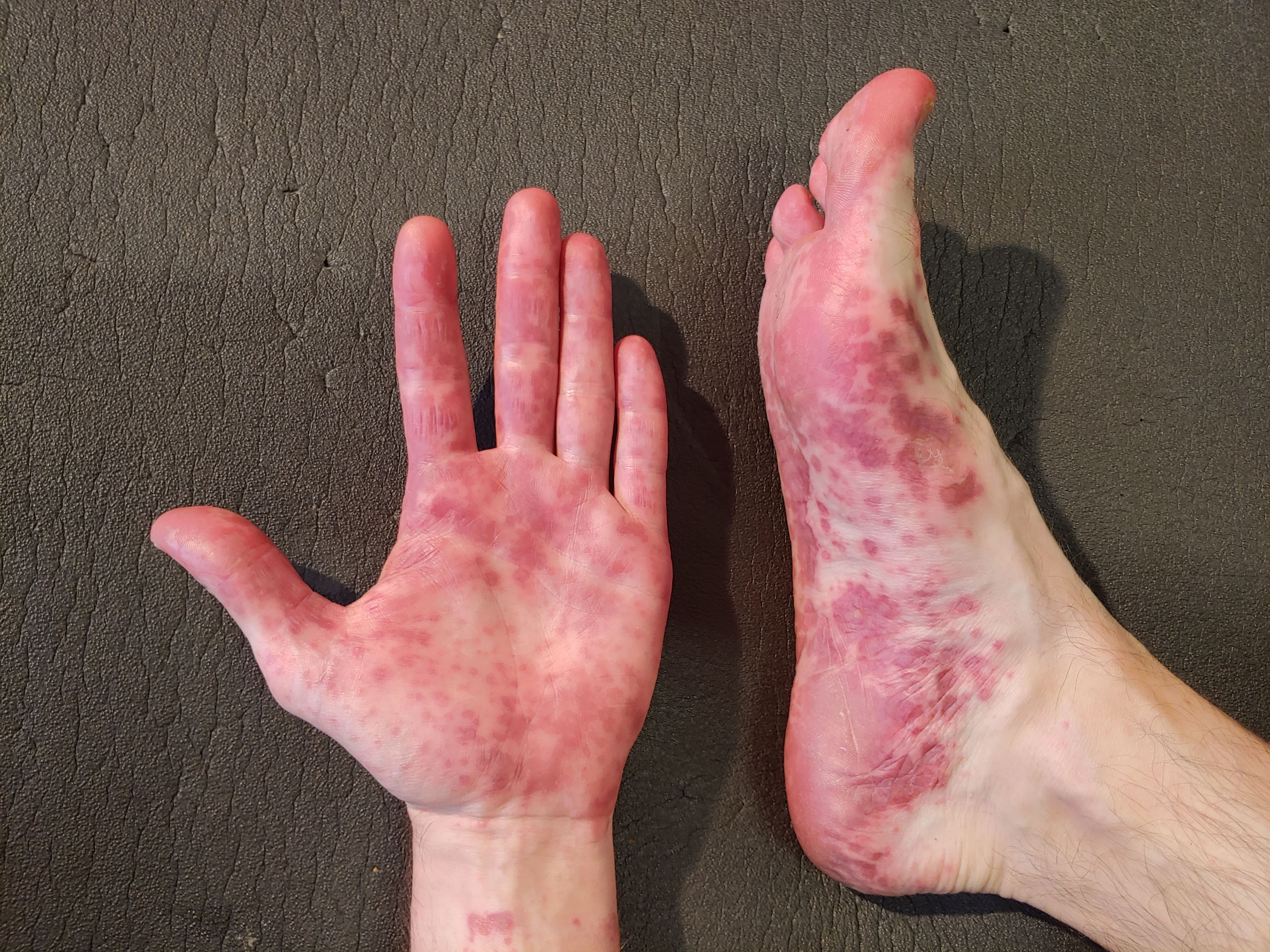
Поражение кожи вирусом Коксаки у взрослого человека

Инкубационный период длится несколько дней. Затем у пациента наступает повышение температуры до 39—40 °С, возможны многократная рвота, диарея, появление сыпи на руках, ногах, груди и лице. Пациент ощущает головную боль, слабость. Поражается слизистая глотки, что затрудняет приём пищи. При стандартном течении болезни её симптомы исчезают за одну—две недели.
Кроме особых случаев заражения вирусом типа B (способным вызвать серьёзные осложнения), специальное лечение не требуется. Помощь больному сводится к облегчению текущего состояния: снижению температуры, предупреждению обезвоживания, снятию зуда и отека лосьонами Калмосан или Каламин, созданию приемлемых гигиенических условий; антибиотики не применяются.

## Вспышки инфекции
В 1997 году имела место эпидемия вируса Коксаки в Малайзии, погибло 30 детей. В апреле 2002 года в связи с распространением вируса (штамм B) были закрыты все школы в Греции, тогда было инфицировано 46 человек, трое скончались. В 2007 году случилась вспышка инфекции вирусами Коксаки в Восточном Китае: погибли 22 ребёнка, были заражены более 800 человек, 200 детей госпитализированы. Осенью 2024 года случаи заражения фиксировались в Турции и России. 

## История исследований
Вирусы Коксаки были описаны в 1948—1949 Гилбертом Даллдорфом (англ. Gilbert Dalldorf), исследователем из New York State Department of Health в Олбани (Нью-Йорк).
Даллдорф совместно с Грейс Сиклс (англ. Grace Sickles) искали способ лечения полиомиелита. На мышиной модели Даллдорф пытался выявить инфекционный агент из стула больных полиомиелитом, дающий защиту от полиомиелита. Инфекции обнаруженными вирусами часто имели слабые симптомы полиомиелита. Новому семейству вирусов было дано название Коксаки, по имени небольшого городка Коксаки в штате Нью-Йорк, где Даллдорф из фекалий выделил первые штаммы. Даллдорф также изучал вирусы Коксаки совместно с Ребеккой Гиффорд (англ. Rebecca Gifford).

## Лабораторная диагностика
Предприятие по производству бактерийных и вирусных препаратов ИПВЭ занимается производством диагностических сывороток для серотипов 2, 4, 7, 9 и 10 вируса Коксаки А. Пока сыворотки показывают малую эффективность — в лучшем случае, нейтрализующая активность сыворотки оказывается на уровне 1:200 (в случае с серотипом типа 10).